# Abdallah (Las aventuras de Tintín)
Abdallah es un personaje de la serie de historietas Las aventuras de Tintín, de Hergé. Aparece en tres álbumes: Tintín en el país del oro negro, Stock de coque y Tintín y el Arte-Alfa, y es mencionado en otros dos: Objetivo: la Luna y Tintín en el Tíbet.
Es el único hijo (o, al menos, nunca se indica que tenga hermanos) del emir Mohammed Ben Kalish Ezab, gobernante del país de Khemed. Es un niño mimado por su padre, que le llama "tesorito", y está siempre dispuesto a tolerar y disculpar sus bromas pesadas a condición de no ser él su víctima. Hiperactivo e insoportable, no cesa de gastar bromas pesadas a todos los que se cruzan en su camino, entre ellos el propio Tintín y, muy especialmente, el capitán Haddock.
Aparece por primera vez, al igual que su padre y su país, en Tintín en el país del oro negro. En esta historieta, Abdallah es secuestrado por el profesor Smith (que es, en realidad, el malvado doctor Müller) como parte de un complot que implica al jeque Bab el-Ehr, adversario del emir, a la compañía aérea Arabair y la petrolera Skoil, y que pretende desalojar a Ben Kalish Ezab del poder. El emir preveía ya la traición de Arabair, pues inexplicablemente los aviones de pasajeros de la compañía se habían negado a hacer unos loopings o volteretas en el aire para complacer al tesorito, lo que anticipaba su carácter rastrero.
En Stock de coque, el jeque Bab el-Ehr ha tomado el poder y el país es escenario de una trama de tráfico de esclavos en la que participan el jeque, Rastapopoulos y la compañía Arabair. El emir manda a su hijo a Moulinsart para ponerle a salvo de las convulsiones políticas. Abdallah la emprende con el capitán Haddock, al que llama "Mil Rayos" y el resto de habitantes del castillo, sembrando sus petardos aquí y allá. Tintín y Haddock abandonan el escenario de pesadilla creado por el niño terrible para dirigirse al Khemed. No volveremos a verle: al final de la historieta, cuando los protagonistas regresan a Moulinsart, el resignado y terriblemente demacrado mayordomo Néstor anuncia que el señorito Abdallah afortunadamente ha vuelto a su país, no sin dejar algún petardo escondido.
En Tintín y el Arte-Alfa, último álbum en que aparece, y último de la serie Las aventuras de Tintín, Abdallah visita Europa en compañía de su padre, el emir. Cuando su padre es entrevistado para la televisión, hace explotar dos petardos.
En Objetivo: la Luna, se hace referencia a él cuando Haddock intenta curar la amnesia del profesor Tornasol utilizando una cámara de fotos de trucada que había confiscado a Abdallah. En Tintín en el Tíbet, el capitán le pregunta a Tintín si Tchang se parece a Abdallah. 